# کرم (رنگ)

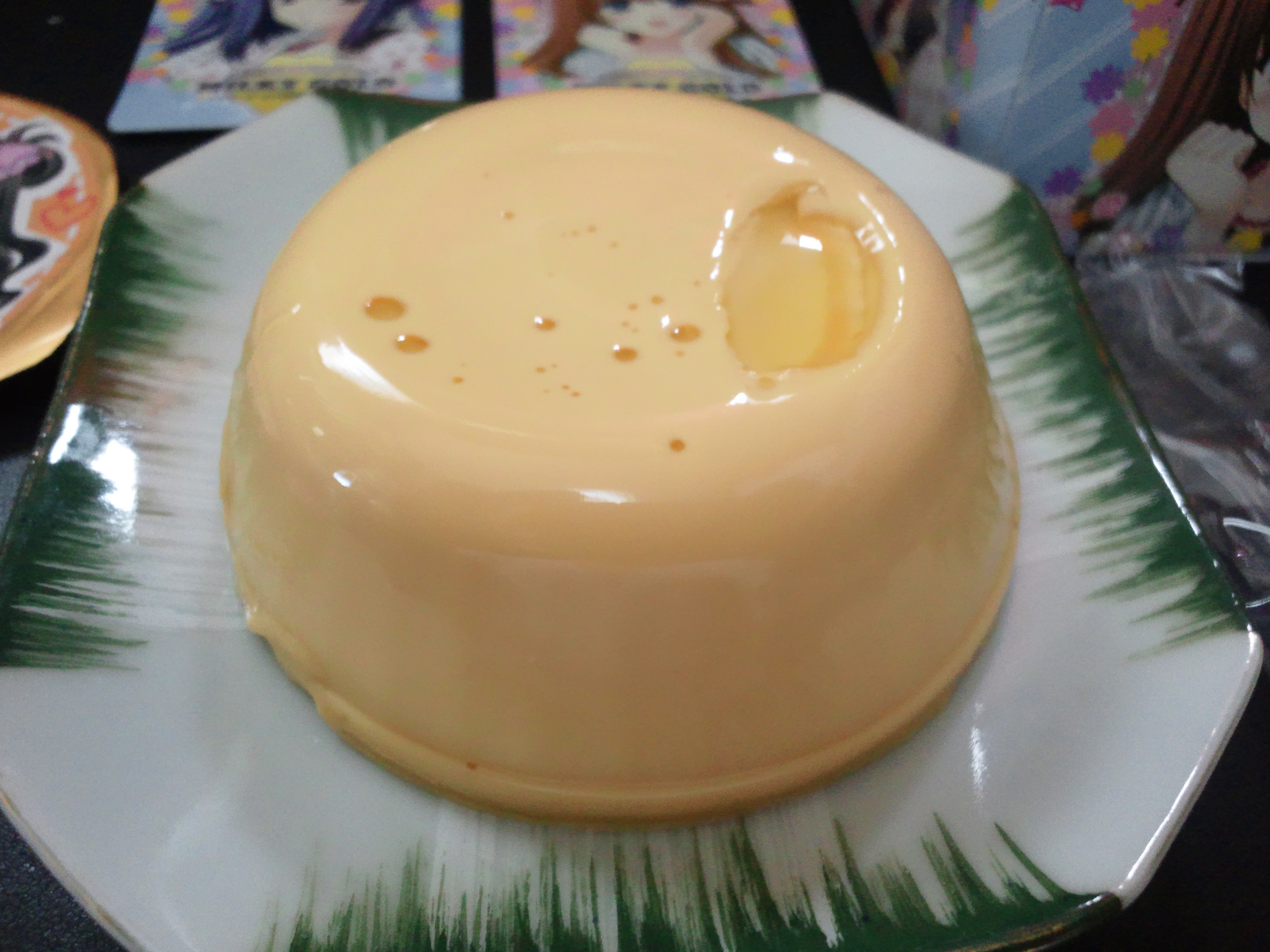
رنگ کرم

رنگ کرم یا رنگ خامه‌ای، گستره رنگ روشنی است که از ترکیب هر سه رنگ اصلی (زرد، سرخ، آبی و صورتی) و سفید به دست می‌آید و سفید غلبه دارد. گسترهٔ کرم شامل رنگهایی گرم، خنثی، تا گرم است. نام این رنگ از کرم خوراکی (خامه یا سرشیر) در زبان‌های اروپایی گرفته شده است و همرنگ خامه طبیعی است.
رنگ سفید مایل به زردی به مناسبت رنگ کرم (خامه)، نخودی.
رنگ‌های نزدیک: شیری، استخوانی، نخودی، بژ، نبات، خاکی.